# Basiano
Basiano (Basiàn in dialetto brianzolo) è un comune italiano di 3 638 abitanti della città metropolitana di Milano in Lombardia. Dal punto di vista toponomastico, il nome del comune ha un'origine che si riferisce al proprietario dei terreni in tempo romano. Il toponimo prediale -anus è collegato al possessore del fondo, in questo caso Basilius.
Le prime indicazioni dell'origine del nome risalgono ad alcune pergamene dell'anno 893 d.C. in cui il nome dato alla località era Paxiliano.
Il "Codex Longobardorum" attesta che il territorio era chiamato Phara Basiliani a causa della presenza di una fara longobarda sul territorio locale intorno al VI secolo d.C. Quella di Basiano è una delle poche fare presenti in Lombardia. Nel 1192 nel "Liber Censuum" ricompare col nome di Basilianum. Nel censimento del 1398 risulta come Baxiliano per poi essere modificato nello "Status Ecclesiae" del 1466 in Basiliano e successivamente, nel "Cathalogus" del 1504, in Baxiano. Nel 1700 finalmente viene dato il nome attuale di Basiano.

## Geografia fisica
Dal punto di vista geografico, è situato a 27 km a est di Milano, quasi al confine con la provincia di Bergamo, con una superficie di 4,59 km² e un'altitudine che varia tra 184 e 154 m s.l.m. Il comune di Basiano è situato nella Pianura Padana e si trova, all'incirca, a metà strada tra le città di Milano, Bergamo e Monza. Dal punto di vista fluviale, il paese è attraversato dal torrente Trobbia che prosegue con il suo corso anche nei paesi vicini. Il territorio fa parte del Parco Agricolo Nord Est nato dalla fusione del Parco Del Molgora e di quello del Rio Vallone di cui, fino al 2017, Basiano faceva parte. All'interno del comune, soprattutto lungo i torrenti Trobbia e Vallone sono presenti numerose aree boschive che costituiscono un modesto polmone verde all'interno di un'area fortemente urbanizzata.

## Storia

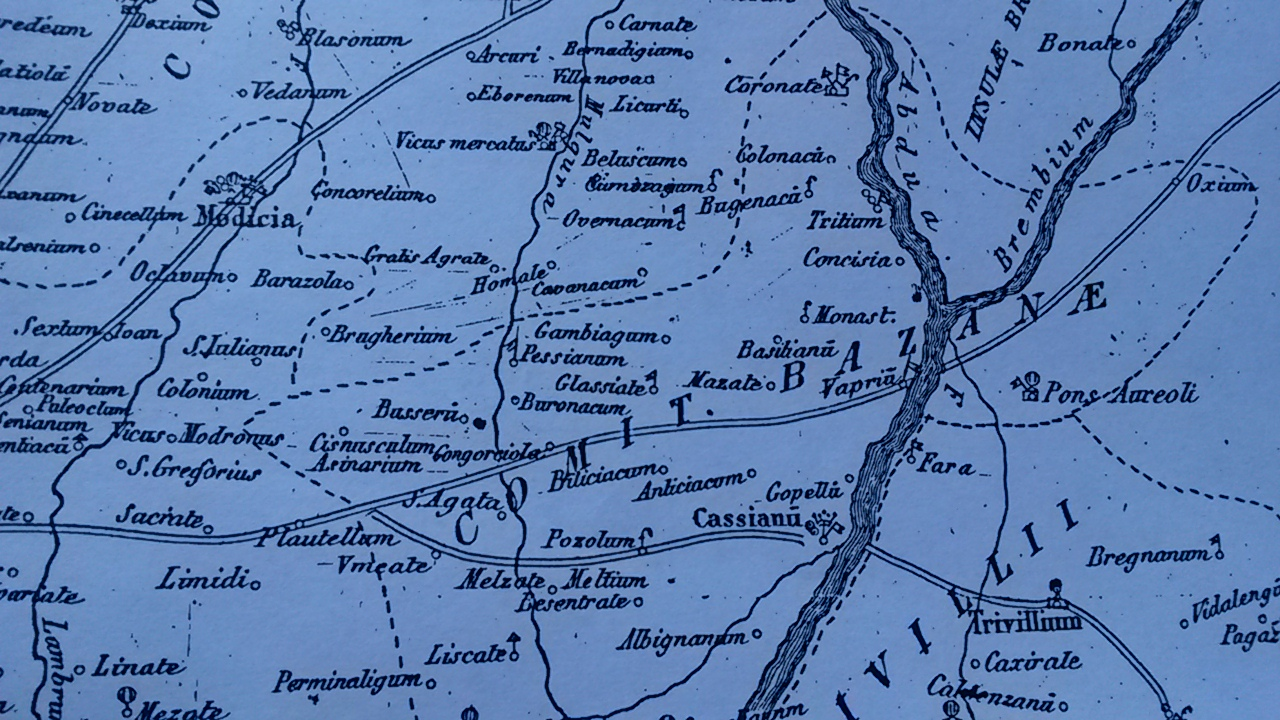
Mappa risalente ai primi del Settecento con indicati i principali insediamenti abitati del territorio della Martesana: si può osservare il comune di Basilianu e la località di Monastero

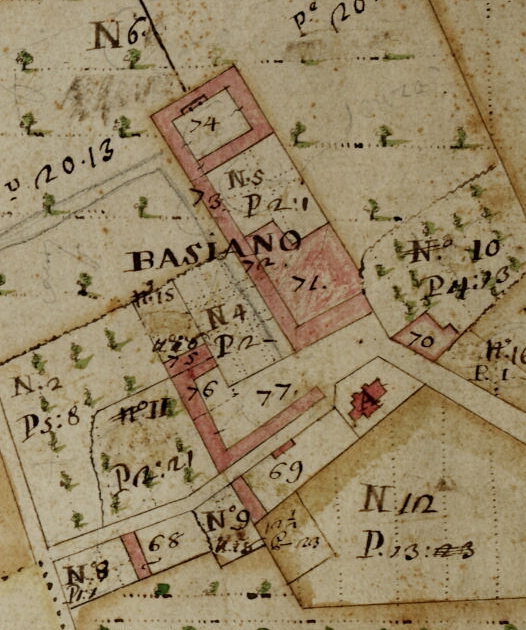
Centro storico di Basiano negli anni venti del Settecento. Si nota, in rosso scuro,la vecchia parrocchiale orientata in direzione est-ovest

L'insediamento sul suo territorio risale all'incirca al I secolo d.C., epoca a cui risale un sarcofago romano ritrovato negli anni '80 in località Monastero e ora utilizzato come altare presso il cimitero di Basiano. In questo luogo si collocano le prime abitazioni attorno all'anno 700 d.C., sorte intorno al monastero fondato nel nono secolo e sottoposto al diretto controllo di Roma. La struttura venne fondata per l'abbondante presenza di risorgive, legname e altre risorse naturali. Il monastero di Basiano, dedicato alla vergine Maria, fu affidato alle cure di una comunità di monache cistercensi che, dopo secoli di gestione, dovettero affidare il cenobio a frati della famiglia di san Francesco fino alla soppressione della struttura ecclesiastica di metà Settecento.
Altro primordiale insediamento è in località Castellazzo nella quale, nel sesto e settimo secolo, trovarono sede molte famiglie longobarde formanti una "fara". A livello locale, inoltre, si tramanda come la regina Teodolinda avesse scelto questi luoghi come sua residenza estiva anche se non ci sono evidenze in merito.
Il territorio di Basiano, così come quello di Masate, ha costituito, fin da tempi remoti, un centro di eccellenza per la produzione di vino. Il terreno argilloso dei due comuni, infatti, permetteva una facile coltivazione della vite. Sono molte le testimonianze che ci rivelano come fino a inizio ottocento, quello vitinvinicolo fosse un settore centrale nell'economia del paese, sostituito poi, dalla metà del XIX secolo con la coltivazione di gelsi per alimentare l'allevamento dei bachi da seta.
Nel corso dei secoli furono numerose le famiglie che acquisirono il controllo del territorio di Basiano, paese che seguì le vicende storiche comuni a tutti i centri abitati della zona.
Quella di Basiano è attestata come parrocchia fin dal sedicesimo secolo facente parte della pieve di Pontirolo.
È proprio di questo periodo la vecchia chiesa demolita per la costruzione, negli anni sessanta dell'Ottocento, della nuova parrocchiale dedicata al culto di san Gregorio Magno.
Con l'accentramento urbano intorno alla chiesa, le località di Monastero e Castellazzo, persero importanza pur ospitando buona parte della popolazione complessiva e rappresentando grandi centri di produzione agricola.
Da un'attività prevalentemente agricola durata fino al secondo dopoguerra, negli anni 1950, a seguito dell'industrializzazione, ha luogo il fenomeno del pendolarismo verso Milano che interessa ancora oggi buona parte della popolazione.
A partire dagli anni 1970, con l'insediamento di attività produttive locali, il pendolarismo si è in parte moderato. Lo sviluppo industriale si è accentuato in anni più recenti con l'insediamento di attività di carattere logistico. Nei secoli scorsi l'andamento demografico della popolazione residente ha avuto, nel corso degli anni, un movimento altalenante fino ad assumere in tempi recenti un marcato aumento. Si è passati dai 418 abitanti del 1805 ai 1 122 del 1893, dai 1 089 del 1961 ai 2 143 del 1983.
Dal 2015 fa parte della Zona omogenea Adda Martesana della città metropolitana di Milano.

### Simboli
Lo stemma e il gonfalone sono stati concessi con decreto del presidente della Repubblica del 31 marzo 1983.
Dal punto di vista araldico, lo stemma del Comune di Basiano può essere considerato uno stemma parlante nel senso che la riproduzione grafica, nel suo interno, della figura di San Basilio, nonché, sullo sfondo, di quella del monastero, richiamano immediatamente alla mente il nome del Comune, impropriamente derivato da un antico monastero della famiglia di San Basilio.
Per quanto poi ancora si tramanda, sembra, tuttavia, che Basiano anticamente avesse un altro stemma, del tutto diverso da quello attuale, costituito dalla figura di un crociato con le due mani appoggiate a una grande spada infissa su un prato di colore verde, il tutto su uno sfondo di colore azzurro.
Il gonfalone è un drappo troncato di verde e di bianco.

## Monumenti e luoghi d'interesse
A differenza dei comuni confinanti, Basiano, nel corso dei secoli, non ha avuto uno sviluppo centralizzato, bensì una crescita concentrata all'interno delle numerose cascine sparse sul territorio. Non è un caso che fino a qualche decennio fa risultassero ben due frazioni: Castellazzo e Monastero, quasi maggiormente abitate rispetto al paese. In tutto il comune sono situate numerose corti che rendono Basiano uno degli esempi di configurazione a cascine presenti in Lombardia. Nelle vaste campagne si possono osservare innumerevoli casolari molti dei quali ristrutturati. Il nucleo storico originario del paese è costituito dalle tre grandi corti che fanno da sponda all'attuale via Risorgimento, la più grande delle quali è la "Baia del re" eretta alla fine del quattordicesimo secolo e adibita a residenza del potestà medievale. Al centro dell'abitato si trova la corte Monastero con annessa la maestosa villa Cosmi, edificio in stile tardo Neoclassico, appartenuta al dottor Aldo Cosmi, medico attivo in paese nel secolo scorso, ricordato da tutti i paesani per la disponibilità e professionalità.

### Chiesa di San Gregorio Magno

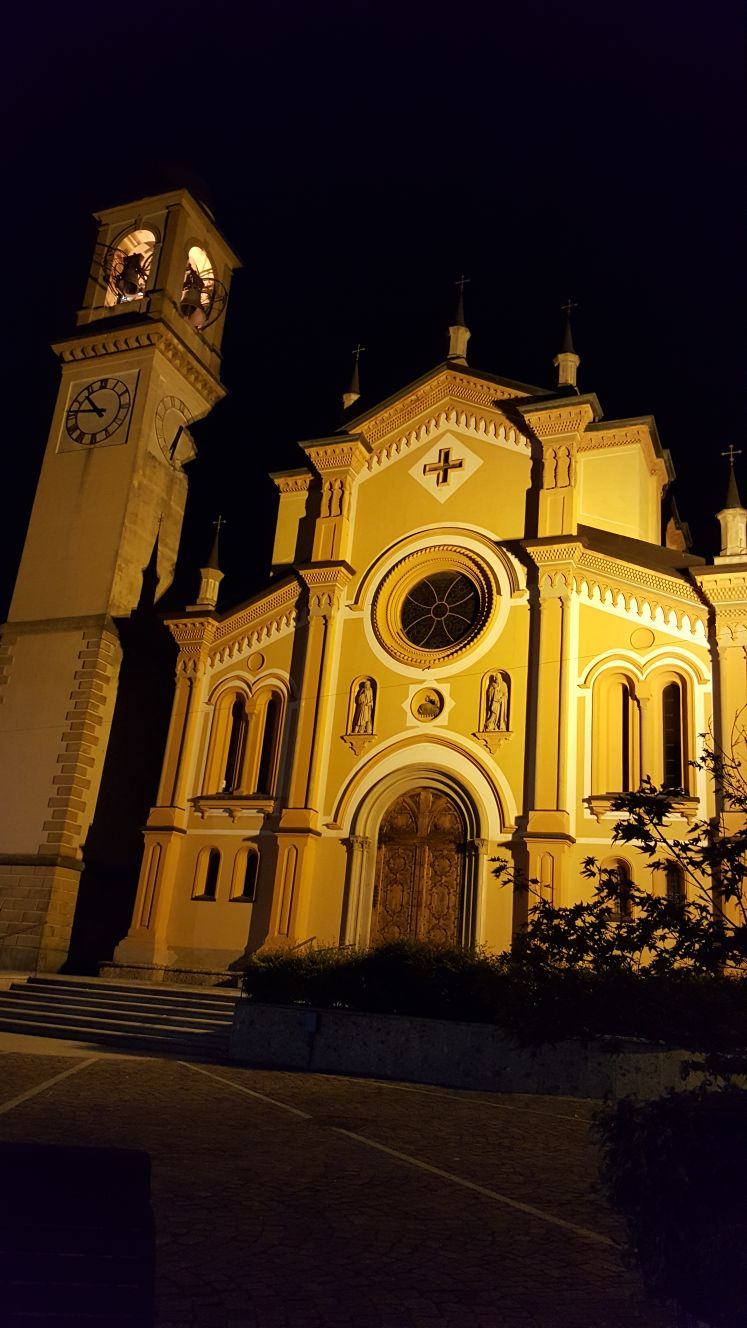
Visione notturna della parrocchiale di San Gregorio Magno

Al centro del paese si trova l'ottocentesca chiesa parrocchiale, dedicata a san Gregorio Magno ed edificata, per volere del comune nel 1863 sulle fondamenta della preesistente parrocchiale risalente a diversi secoli prima. Dell'antico luogo di culto sono stati recuperati diversi splendidi manufatti, capitelli e quadri che sono stati poi inseriti nel nuovo edificio. L'odierna chiesa è stata restaurata nel secolo scorso, modificando leggermente quella che era la sua conformazione originale a livello estetico. Venti anni prima dell'inizio dei lavori della parrocchiale, nel 1848, fu ordinata la costruzione del nuovo campanile subito dopo la demolizione della preesistente torre campanaria costruita, durante la dominazione austriaca, interamente in legno e ormai necessitante di troppi lavori di consolidamento strutturale. La nuova torre fu edificata sul lato sinistro della chiesa così da risultare ben visibile dalla piazza antistante. All'interno della parrocchiale si possono osservare vistosi affreschi ricoprenti la quasi totalità del soffitto dell'edificio. Sopra l'ingresso, poggiante su un massiccio baldacchino di legno, è conservato lo splendido organo costruito e collocato nella parrocchiale dalla ditta Giovanni Marelli di Milano alla fine dell'Ottocento. Sopra l'altare, attaccato al soffitto, è presente un duecentesco crocefisso ligneo rinvenuto sul sito dell'antico monastero.

### Monastero
Al confine con il comune di Trezzano Rosa, è situato il cosiddetto Monastero di Basiano, cenobio nato alla fine dell'ottavo secolo grazie alla presenza di una imponente quantità di risorgive e risorse naturali sparse sul territorio. Fu destituito della sua funzione ecclesiastica all'inizio del Settecento e trasformato, dai contadini locali, in un grandissimo complesso rurale chiamato fino ai giorni nostri "corte Monastero". Della costruzione medievale si può riconoscere il massiccio porticato tipico dell'architettura essenziale benedettina. Fonti non certe attestano che fin dalla sua costruzione, il monastero fosse abitato da monaci benedettini della famiglia di San Basilio; sicura, invece, è la presenza di monache cistercensi. In seguito, a causa della carenza di vocazioni monastiche, il complesso fu affidato ai francescani che vi risiederono fino alla soppressione del cenobio. , il monastero di Basiano ricevette la visita dell'allora arcivescovo metropolita di Milano, poi santo, Carlo Borromeo, il quale entrando in contatto con la realtà della struttura, si rese conto dello stato di degrado nel quale versava il cenobio. In una lettera scritta dallo stesso santo, vengono evidenziate tutte le situazioni sinistre osservate in loco, ad esempio le attività sospette che intercorrevano tra le monache e i padri francescani.

### Castellazzo

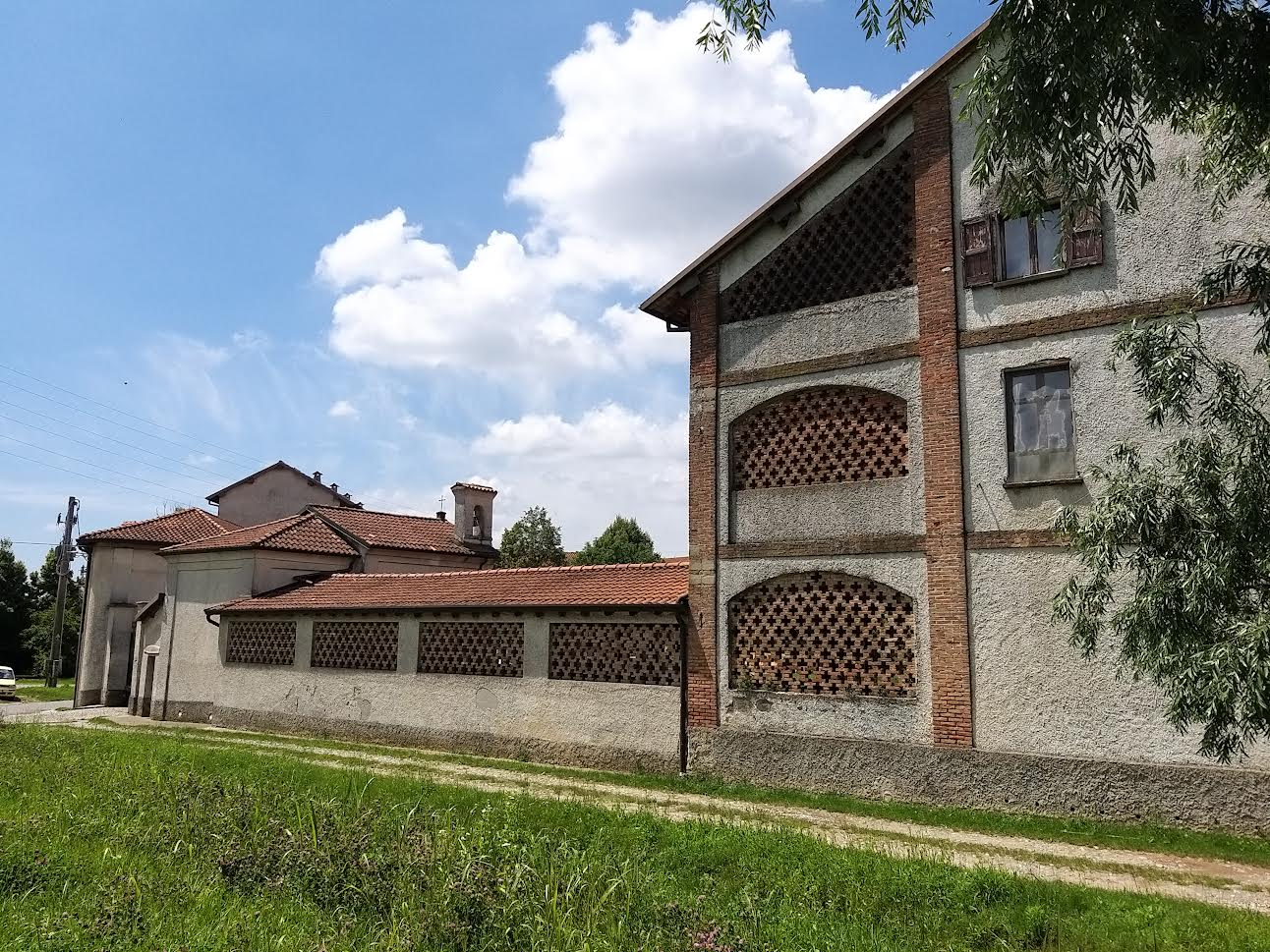
Veduta di scorcio di cascina Castellazzo

Quasi al confine con Cavenago, all'interno della cosiddetta "valle dei sassi", nel letto del torrente Vallone si trova la grande cascina Castellazzo. Le primordiali strutture, costruite e abitate da famiglie longobarde, furono utilizzate come difesa del territorio per controllare gli accessi in Milano e in Bergamo. Nel VI secolo, nell'area dell'attuale cascina, era infatti insediata una "fara" longobarda, un gruppo di nuclei famigliari armati posti a presidio della zona. Proprio per questo motivo, Basiano, anticamente era conosciuto come "Fara Basiliana". Tale località era molto rinomata dagli antichi grazie alla coltivazione viticola e alla successiva produzione di un vino apprezzatissimo all'epoca e decantato da diversi autori. Leggenda vuole che Castellazzo, all'espandersi del territorio longobardo, venne scelto come residenza estiva della regina Teodolinda, la quale, dopo la sua conversione al cattolicesimo, fece costruire una cappella poi dedicata a san Carlo (ancora presente in cascina e ora dedicata a san Sebastiano). Molti locali dell'attuale complesso sono ancora denominati "locanda di Teodolinda". Dopo la perdita della sua funzione difensiva, Castellazzo fu trasformato in un grande centro di produzione agricola fino al suo completo abbandono a metà degli anni settanta. Dopo anni di decadenza, negli anni novanta, la cascina fu ristrutturata, trasformata in fattoria didattica e abitata da una comunità con scelta di vita condivisa all'insegna dell'accoglienza. La cascina, ora, è gestita dall'associazione "Mondo di Comunità e Famiglia" che dirige la locale azienda agricola.

### Cappella dei santi Pietro e Paolo

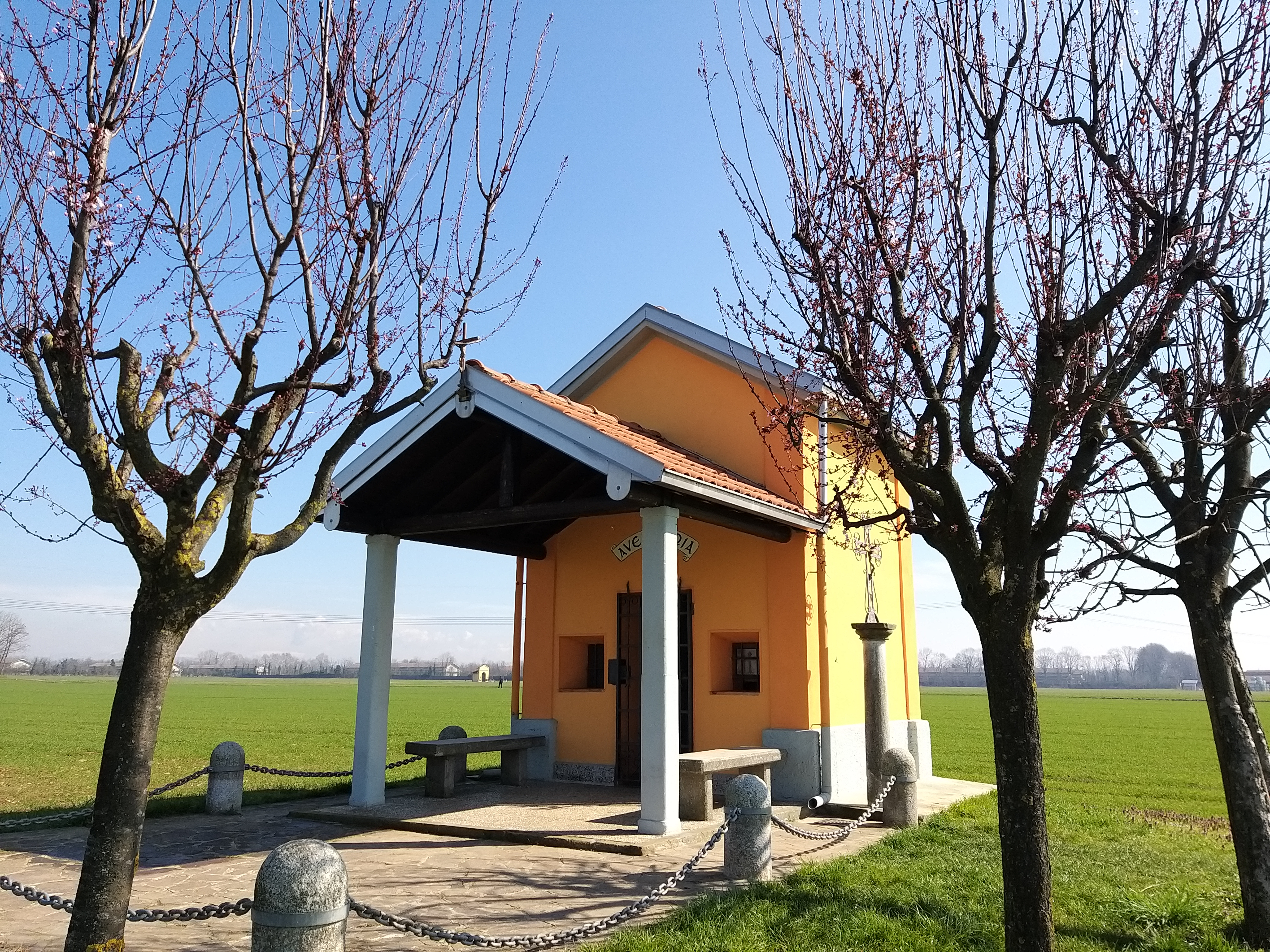
Cappella dei santi Pietro e Paolo

Nelle campagne tra Basiano e Trezzano Rosa, posta vicino all'antica cascina Simonetta, ormai abbattuta, si trova la piccola cappella dei santi Pietro e Paolo fatta erigere nel 1155 grazie alle numerose guarigioni registrate sul luogo. Si tramanda, inoltre, che vicino alla costruzione sia fiorito un castagno in pieno inverno. Questo oratorio campestre risultava iscritto al registro delle chiese presenti nella pieve di Pontirolo. Dopo secoli di decadenza la cappella fu sottoposta a un intervento ricostruttivo a fine Ottocento e un altro di tipo conservativo a metà degli anni ottanta del Novecento che però degradò in maniera massiccia l'originalità dell'edificio rendendolo però una meravigliosa oasi di pace tra i campi basianesi. Dall'epoca della costruzione tutti i parroci l'hanno visitata e celebrato messa.
Fino a inizio anni duemila, a marzo, si svolgeva la tradizionale processione che dalla parrocchiale arrivava fino alla cappella di san Pietro dove poi veniva celebrata messa. A questa tradizione, i basianesi hanno sempre tenuto molto e, nei racconti dei più anziani, era frutto di una devozione contadina segnando l'arrivo della bella stagione. Per i bambini, era giunto il momento di abbandonare gli zoccoli e camminare a piedi scalzi. Ad oggi, ogni 29 giugno, solennità dei santi Pietro e Paolo, vi si celebra messa. Fino a qualche decennio fa prima della ristrutturazione da parte di un gruppo di basianesi, la Cappelletta della Madonna di S. Pietro era circondata da un boschetto di robinie che, nonostante la nascondessero alla vista, donavano refrigerio nei mesi più caldi sia ai contadini sia a tutti coloro che la visitavano per una semplice passeggiata o per una preghiera ai Santi o a Maria. Purtroppo, dopo il restauro, il boschetto fu eliminato rendendo la cappella molto visibile, ma altrettanto assolata.
Non lontano da quella di san Pietro sorge un'altra cappella facente parte, fino a qualche decennio fa, del complesso agricolo della cascina Simonetta, grande edificio rurale ormai abbattuto. Il piccolo luogo di preghiera, edificato nel XVIII secolo, fu inizialmente dedicato al culto di Eurosia, santa protettrice dei campi importata nel nord Italia durante la dominazione spagnola. La cappella, risparmiata dalle demolizioni, venne poi ristrutturata nel 2008. i due piccoli oratori sono tappa obbligata delle piacevoli passeggiate nelle campagne di Basiano.

## Economia
Dal punto di vista economico, Basiano è un territorio ricco di attività produttive. Le più rappresentate sono quelle legate alla produzione di vari oggetti in metallo, gli uffici immobiliari, noleggio, informatica, ricerca, e quelle professionali e imprenditoriali. Il settore più presente sul territorio comunale è quello logistico che può contare diverse imprese specializzate. Negli ultimi anni inoltre sono state trasferite in loco diverse filiali di note multinazionali sempre operanti nella logistica che contribuiscono a intensificare notevolmente il traffico cittadino.

## Società

### Evoluzione demografica
- 188 nel 1751
- 393 nel 1771
- 398 nel 1805
- annessione a Masate nel 1809
- annessione a Inzago nel 1811
- 728 nel 1853
- 852 nel 1859

Abitanti censiti

### Etnie e minoranze straniere
Secondo i dati ISTAT al 31 dicembre 2010 la popolazione straniera residente era di 250 persone. Le nazionalità maggiormente rappresentate in base alla loro percentuale sul totale della popolazione residente erano:
- Marocco 42 1,14%
- Romania 41 1,11%

## Amministrazione
Il comune è governato dal 2014 da una lista civica di orientamento democratico di centro-sinistra. Il sindaco è la signora Stefania Solcia. Nelle precedenti amministrazioni, si sono succedute diverse liste di differente orientamento politico. Nel quinquennio del periodo 2009-2014 il comune ha visto come primo cittadino il dott. Paolo Moretti facente parte di una lista civica di orientamento di centro-destra. Nel periodo compreso tra il 2004-2009 l'amministrazione locale è stata affidata a una lista civica di centro-sinistra capeggiata da Arturo Caloni, poi divenuto sindaco.

## Galleria di immagini

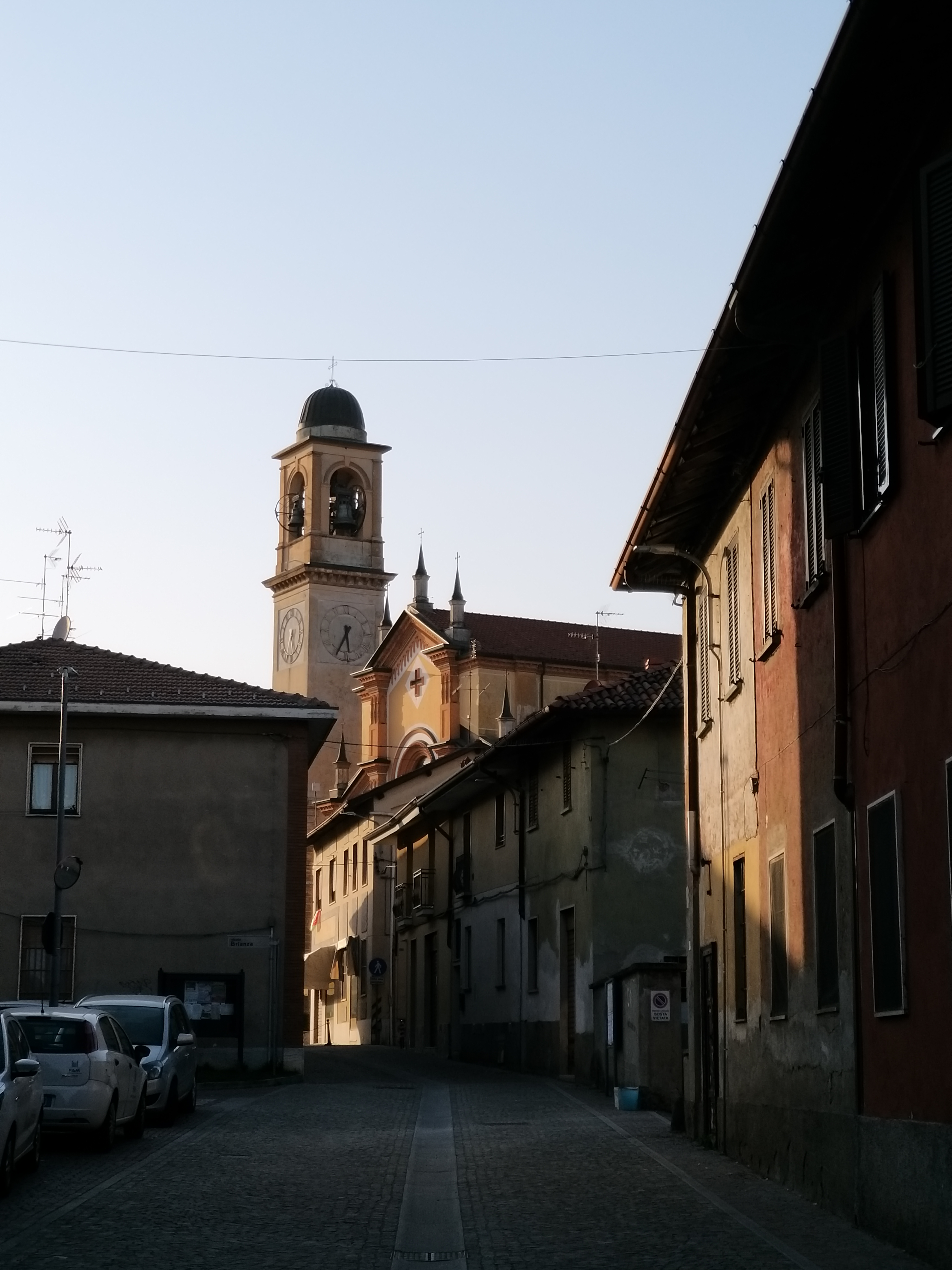
Veduta di via Nardi verso piazza san Gregorio da via Roma

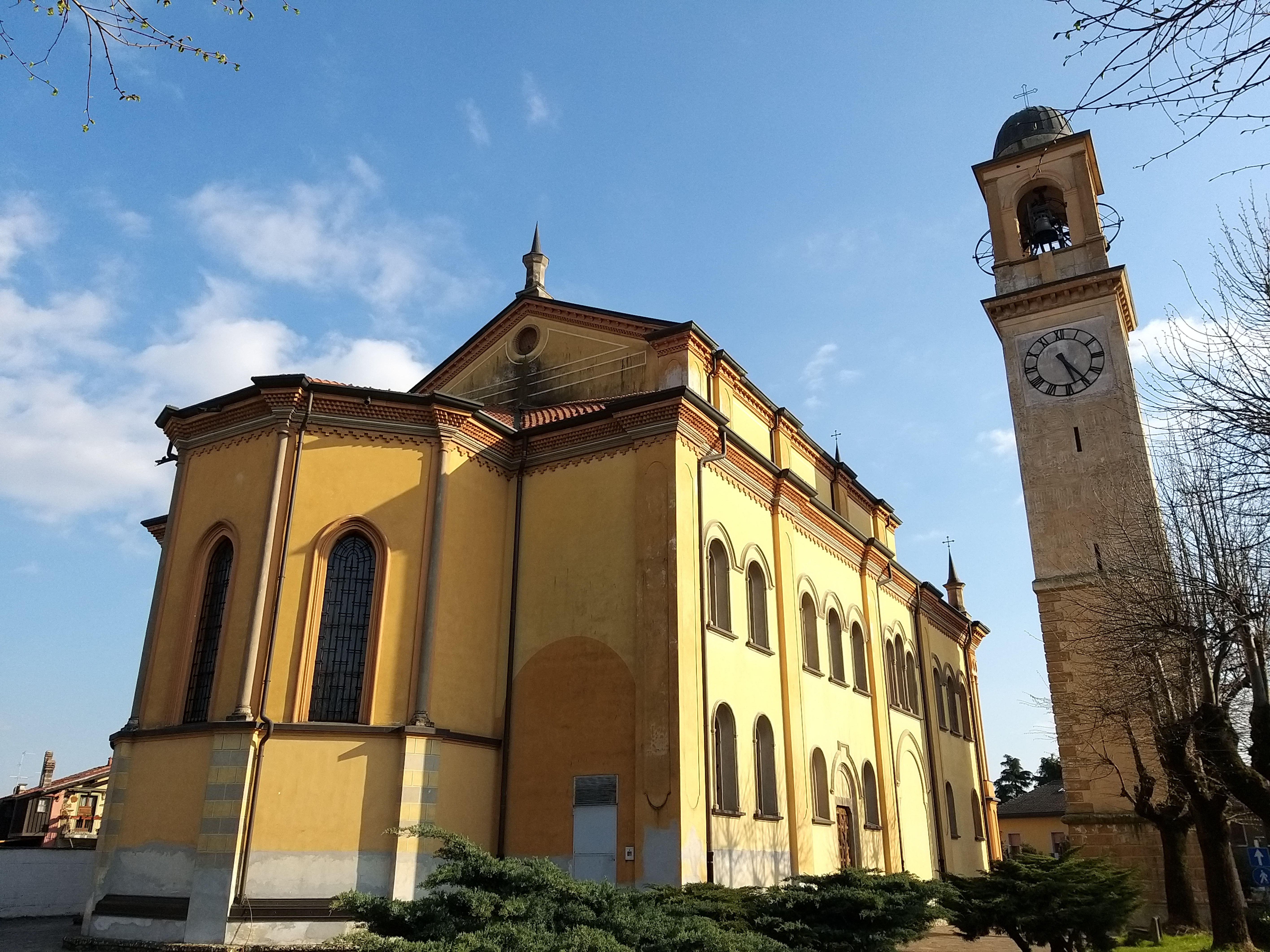
Abside della parrocchiale di San Gregorio Magno

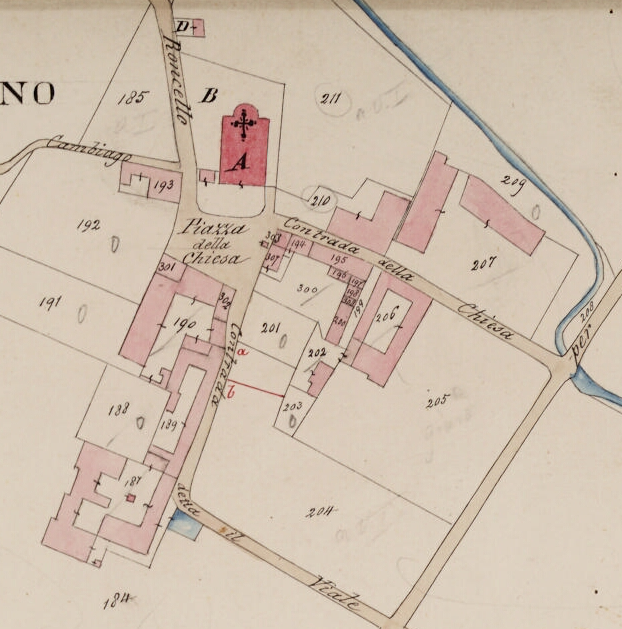
Centro storico di Basiano nel 1866

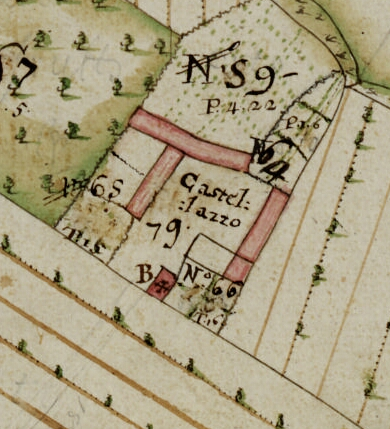
Cartina di Castellazzo negli anni venti del Settecento

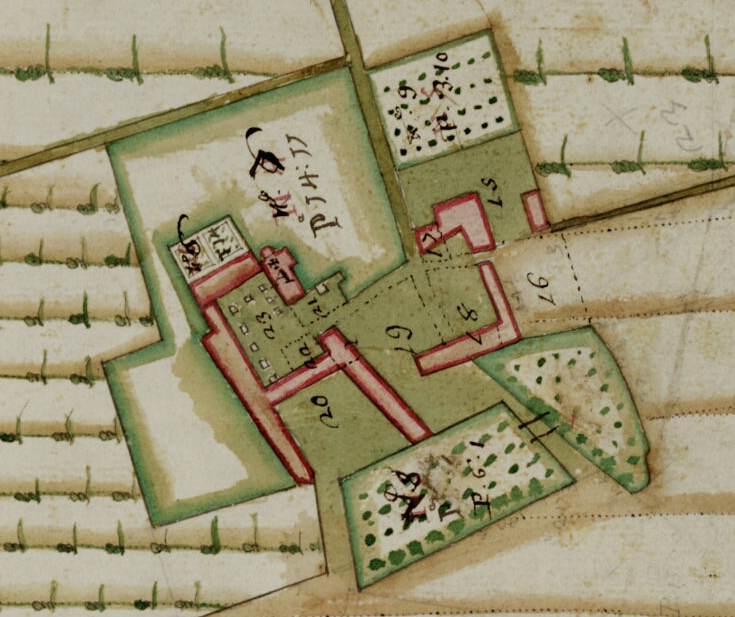
Monastero di Basiano poco prima la sua soppressione (prima metà del Settecento)